# Muhàmmad al-Arusi Matwi
Muhàmmad al-Arussí al-Matwí o, en la transcripció afrancesada, Mohamed Laroussi Métoui (àrab: محمد العروسي المطوي, Muḥammad al-ʿArūsī al-Maṭwī), nascut Mohamed Laroussi Ben Tahar (Metouia, Tunísia, 19 de gener de 1920-Tunis, 25 de juliol de 2005) va ser un escriptor, professor universitari i diplomàtic tunisià. Com a diplomàtic fou ambaixador a Egipte, Iraq i Aràbia Saudita. Fou membre de l'Associació d'Escriptors de Tunísia i director d'un conegut club de novel·la. Va publicar estudis de tema religiós, poesia i diverses novel·les i contes com ¿Qui és la víctima?, Halima, Contes per a nens i l'obra amb més renom, amb la que culmina la seva etapa més realista, Les mores amargues, en la qual l'autor expressa amb certesa el gust de l'existència als pobles al límit del no res, on els dies i la vida flueixen només al ritme dels tres vasos de te: un primer vas fort com la vida, un altre dolç com l'amor i el darrer, amarg com la mort.